# Наталовка (Хорольский район)
Наталовка (укр. Наталівка) — село,
Штомпелевский сельский совет,
Хорольский район,
Полтавская область,
Украина.
Код КОАТУУ — 5324887717. Население по переписи 2001 года составляло 188 человек.

## Географическое положение
Село Наталовка находится на берегу реки Рудка,
выше по течению на расстоянии в 0,5 км расположено село Шарковщина. На реке несколько запруд.

## История
Было приписана к Покровской церкви в Покровской Богачке
Современое название после 1945 года, до этого Натальевка
Село указано на трёхверстовке Полтавской области. Военно-топографическая карта 1869 года как Баклановы Бочки